# Новоалександровка (Москаленский район)
Новоалекса́ндровка — деревня в Москаленском районе Омской области России. Входит в Роднодолинское сельское поселение.

## История
Основана в 1906 году. На момент основания меннонитско-лютеранский немецкий хутор Александерштрассе в составе Москаленской волости Омского уезда Акмолинской области. В 1908 году открыта школа. В 1916 году земельный фонд 2360 десятин. В 1923 году создано Омское отделение Всероссийского меннонитского сельскохозяйственного общества. В 1929 году организован колхоз «Крестьянин», в 1930 году — в составе колхоза «Память Ленина».

## Население
| 1920 | 1926 | 1970 | 1979 | 1989 | 2010 |
| ---- | ---- | ---- | ---- | ---- | ---- |
| 234  | ↘180 | ↗332 | ↘307 | ↘264 | ↘224 |